# Eutelia polychordella
Eutelia polychordella là một loài bướm đêm trong họ Noctuidae.